# GPR84
GPR84 (англ. G protein-coupled receptor 84) – білок, який кодується однойменним геном, розташованим у людей на короткому плечі 12-ї хромосоми. Довжина поліпептидного ланцюга білка становить 396 амінокислот, а молекулярна маса — 43 705.
| 10         |  | 20         |  | 30         |  | 40         |  | 50         |
| ---------- |  | ---------- |  | ---------- |  | ---------- |  | ---------- |
| MWNSSDANFS |  | CYHESVLGYR |  | YVAVSWGVVV |  | AVTGTVGNVL |  | TLLALAIQPK |
| LRTRFNLLIA |  | NLTLADLLYC |  | TLLQPFSVDT |  | YLHLHWRTGA |  | TFCRVFGLLL |
| FASNSVSILT |  | LCLIALGRYL |  | LIAHPKLFPQ |  | VFSAKGIVLA |  | LVSTWVVGVA |
| SFAPLWPIYI |  | LVPVVCTCSF |  | DRIRGRPYTT |  | ILMGIYFVLG |  | LSSVGIFYCL |
| IHRQVKRAAQ |  | ALDQYKLRQA |  | SIHSNHVART |  | DEAMPGRFQE |  | LDSRLASGGP |
| SEGISSEPVS |  | AATTQTLEGD |  | SSEVGDQINS |  | KRAKQMAEKS |  | PPEASAKAQP |
| IKGARRAPDS |  | SSEFGKVTRM |  | CFAVFLCFAL |  | SYIPFLLLNI |  | LDARVQAPRV |
| VHMLAANLTW |  | LNGCINPVLY |  | AAMNRQFRQA |  | YGSILKRGPR |  | SFHRLH     |

A: Аланін

C: Цистеїн

D: Аспарагінова кислота

E: Глутамінова кислота

F: Фенілаланін

G: Гліцин

H: Гістидин

I: Ізолейцин

K: Лізин

L: Лейцин

M: Метіонін

N: Аспарагін

P: Пролін

Q: Глутамін

R: Аргінін

S: Серин

T: Треонін

V: Валін

W: Триптофан

Кодований геном білок за функціями належить до рецепторів, g-білокспряжених рецепторів, білків внутрішньоклітинного сигналінгу, фосфопротеїнів. 
Локалізований у клітинній мембрані, мембрані.